# Johannes Baptist Filzer
Johannes Baptist Filzer (ur. 1 stycznia 1874 w Kitzbühel, zm. 13 lipca 1962 w Salzburgu) – austriacki duchowny katolicki, biskup pomocniczy Salzburga 1927-1962.

## Życiorys
Święcenia kapłańskie otrzymał 19 lipca 1896.
18 lutego 1927 papież Pius XI mianował go biskupem pomocniczym Salzburga. 20 marca 1927 z rąk arcybiskupa Ignaza Riedera przyjął sakrę biskupią. Funkcję pełnił aż do swojej śmierci.